# Stazione di Levate
La stazione di Levate è una fermata ferroviaria posta lungo la linea Milano-Bergamo, a servizio dell'omonimo comune.

## Storia
La fermata fu attivata il 13 luglio 2008. Il servizio entrò effettivamente in funzione solo a partire dal 6 settembre 2009.

## Strutture e impianti
La fermata conta due marciapiedi, posti lateralmente ai due binari di corsa e collegati da un sottopassaggio. Non è presente alcun fabbricato viaggiatori.

## Movimento
La fermata è servita da treni regionali della linea Treviglio-Bergamo, cadenzati a frequenza oraria (semioraria nelle ore di punta), svolti da Trenord nell'ambito del contratto di servizio stipulato con la Regione Lombardia.

## Servizi
La stazione è classificata da RFI nella categoria "Bronze".